# Johann Löhner
Johann Löhner (Nuremberg, 21 de novembre de 1645 - 2 d'abril de 1705) fou un compositor alemany.
Fou organista en diverses esglésies de la seva ciutat natal, i entre les seves composicions hi figuren:
- Zwolf Arien, per una veu i dos violins. (Nuremberg, 1680).
- Auserlesene Kirche und Tafel-Musik, (Nuremberg, 1682).
- Trauugslust, oder Erdenfreunde, (1697).
- Suavissimae canonum musicalium deliciae, (1700), etc.